# Martinice v Krkonoších
Martinice v Krkonoších (dříve pouze Martinice, německy Merzdorf) je obec v okrese Semily, kraj Liberecký. Nachází se ve stejnojmenném katastrálním území o rozloze 3,26 km². V roce 2014 zde bylo evidováno 227 adres. Žije zde 634 obyvatel. V obci se nachází mateřská i základní škola, pošta a knihovna.

## Historie
První písemná zmínka o obci pochází z roku 1492.

## Pamětihodnosti
- Boží muka z roku 1838 s křížem (památkově chráněná od roku 1999) na místním hřbitově
- Boží muka podobná těm na hřbitově, také s křížem, opravená v roce 2007 (poblíž křižovatky cest na nádraží a do Zálesní Lhoty)
- Boží muka s křížem při bývalé cestě do Roztok u Jilemnice. Tudy byli odnášeni zemřelí na roztocký hřbitov.
- Podstavec s křížem při cestě na hořením konci (opraveno v roce 2007)
- Velký kamenný pomník s křížem u školy
- Pomník Karla Havlíčka Borovského u křižovatky u bývalého závodu Kolora
- Kaple svatého Jana Nepomuckého
- Pomník padlým v obou světových válkách (na hřbitově)
- Socha T. G. Masaryka před školou
- Železniční stanice (památkově chráněná od 3. 12. 2015[6][7][8])